# الطيب لوح
الطيب لوح من مواليد 17 يوليو سنة 1951 بمسيردة ولاية تلمسان (الجزائر)، سياسي جزائري، كان وزيرا للعدل وحافظا للأختام من 2013 إلى 2019. متحصل على شهادة ليسانس في الحقوق من جامعة وهران سنة 1979.

## المسار المهني والمهام السياسية
تقلد الطيب عدة مناصب بداية من تعيينه قاضيا بمرسوم رئاسي سنة 1981 هي :
- رئيس محكمة مشرية (جنوبي غرب البلاد) سنة 1981
- قاضي التحقيق بمحكمة مدينة مغنية من سنة 1990الى سنة 1992
- ثم رئيسا لنفس المحكمة من سنة 1992 إلى غاية سنة 1998؛
- مستشار بمجلس قضاء تلمسان 1998- 2000،
- مستشار ثم نائب رئيس مجلس القضاء بوهران؛
- عضو المجلس الأعلى للقضاء سنة 1993؛
- عضو المكتب الدائم للمجلس الأعلى للقضاء؛
- رئيس النقابة الوطنية للقضاء 1993-2002؛
- عضو اللجنة الوطنية لإصلاح العدالة التي تأسست سنة 1999؛
- نائب بالمجلس الشعبي الوطني 2002-2007 (عن حزب جبهة التحرير الوطني)؛
- وزير العمل والضماني الاجتماعي 2002-2007؛
- نائب بالمجلس الشعبي الوطني 2007-2012 ( عن جبهة التحرير الوطني؛
- وزير العمل والشغل والضمان الاجتماعي 2007-2013؛
- نائب بالمجلس الشعبي الوطني 2012 - . ؛
- وزير العدل وحافظ الأختام سبتمبر 2013 إلى 31 مارس 2019.

## النشاط الدولي
- رئيس الدورة 32 لمؤتمر العمل العربي، الجزائر فبراير 2005،
- رئيس المجموعة العربية لمؤتمر العمل الدولي، جنيف جوان 2005؛
- نائب رئيس مؤتمر العمل الدولي، جنيف جوان 2007؛
- رئيس مجلس إدارة منظمة العمل العربية 2009-2010؛
- عضو مجلس إدارة منظمة العمل الدولية للفترة 2011-2014.
- وزير العدل، حافظ الأختام من شهر سبتمبر 2013.